# رولاند اومنس
رولاند اومنس (به انگلیسی: Roland Omnès)؛ (زاده 18 فوریه 1931) نویسنده چندین کتاب است که هدف از آن‌ها ارائه اطلاعات مورد نیاز برای درک مکانیک کوانتومی با دیدگاهی ساده است.

## کار فلسفی
اومنس در کار فلسفی خود (به‌ویژه در فلسفه کوانتومی)، استدلال می‌کند که:
1. «تا دوران مدرن، تفکر شهودی و عقلانی برای توصیف جهان کافی بود؛ ریاضیات به‌عنوان یک مکمل باقی می‌ماند و به سادگی به دقیق‌تر کردن توصیفات شهودی ما کمک می‌کرد.»
2. در اواخر قرن ۱۹ و اوایل قرن ۲۰، ما به شکافی بین عقل سلیم و بهترین توصیف‌هایمان از واقعیت رسیدیم. توصیف ما به واقعی‌ترین تصویر تبدیل شد (از نظر تجربی که بیش‌تر با وضعیت موجود سازگار است) و عقل سلیم پشت سر گذاشته شد. بهترین توصیف از واقعیت اکنون تنها برای عقل سلیم غیرقابل درک است، و شهود ما در مورد چگونگی اوضاع، اغلب توسط آزمایش و نظریه نفی می‌شود.
3. در نهایت امکان بازیابی عقل سلیم از توصیف و ریاضی وجود دارد. اکنون می‌توانیم نشان دهیم که قوانین منطق کلاسیک، احتمالات کلاسیک و دینامیک کلاسیک (در واقع عقل سلیم) در سطح کلان به‌کار می‌روند. حتی در جهانی که با یک تابع موج واحد توصیف می‌شود. این بدون نیاز به ساختارهای منطقی اضافی مانند فروپاشی تابع موج، از اصول بنیادی مکانیک کوانتومی ناشی می‌شود.

اومنس معتقد است: «ما هرگز یک تفسیر عقل سلیم از خود قانون کوانتومی پیدا نخواهیم کرد. با این وجود، اکنون می‌توان دید که عقل سلیم و واقعیت کوانتومی با یکدیگر سازگار هستند: ما می‌توانیم در هر نقطه شروع وارد جهان شویم. و متوجه خواهیم شد که هر یک به دیگری منتهی می‌شود: آزمایش به نظریه منتهی می‌شود، و نظریه می‌تواند چارچوب عقل سلیمی را که آزمایش در آن انجام شده‌است (و زندگی ما در آن جریان دارد) بازیابی کند.»

## آثار
کاری که اومنس در کتاب‌های خود ارائه می‌دهد توسط خود او و جیمز هارتل، ماری گل-من، رابرت گریفیتس و دیگران توسعه داده شده‌است.
- تفسیر مکانیک کوانتومی (انتشارات دانشگاه پرینستون، ۱۹۹۴) - یک توضیح فنی از گزارش اومنس برای فیزیک‌دانان.[۱]
- درک مکانیک کوانتومی (انتشارات دانشگاه پرینستون، ۱۹۹۹) - یک بازنگری فنی و به‌روزرسانی کمی در کار فوق، که برای فیزیک‌دانان نیز در نظر گرفته شده‌است.[۲]
- فلسفه کوانتومی: درک و تفسیر علم معاصر (نسخه انگلیسی - انتشارات دانشگاه پرینستون، ۱۹۹۹). (نسخه فرانسوی - گالیمار، 1994)[۳]
- واقعیت‌های هم‌گرا: به‌سوی یک فلسفه مشترک فیزیک و ریاضیات (انتشارات دانشگاه پرینستون، ۲۰۰۴) - در این‌جا اومنس به تفصیل موضع خود را در مورد رابطه بین ریاضیات و واقعیت ارائه می‌دهد که شروع به توسعه آن در فلسفه کوانتومی کرد.[۴]